# ジェニー・リン
ジェニー・リン (Jenny Lin、林佳静)は台湾出身で、アメリカ在住のピアニスト。1973年生まれ。

## 略歴
若くして台湾を離れ、ウィーン音楽大学、ペボディ音楽院で学ぶ。リチャード・グード他にも短期間師事している。在学中にホセ・イトゥルビ国際ピアノコンクール第二位、カントゥ国際ピアノコンクール優勝、マウリツィオ・ポリーニが委員長を務める第二回ウンベルト・ミケーリ国際ピアノコンクールで特別賞。
クラシック作品を演奏する率も高いが、彼女の最大の持ち味はやはり現代音楽の演奏にある。レパートリーも多くの中国の演奏家にあるような偏りは見られず、新旧世代問わず幅広く世界中から委嘱する作曲家を選んでいる。恐らく彼女は台湾人で初めてダニエレ・ロンバルディと親交を結んだピアニストであろう。その縁が契機となり、ロンバルディの21台のピアノのための「交響曲第二番」のニューヨーク初演や「911のための哀歌」の世界初演がアメリカで実現した。
ディスコグラフィには中国の作曲家のポルトレや中国趣味に基づく作品集をBIS等から発表しているが、本来の彼女の路線とはやや異なった感覚の作品をスタジオ向けに配している感触が強い。

## 近況
現在はニューヨークを拠点にして、演奏活動を続けている。